# Coprinus alopecia
Coprinus alopecia är en svampart som beskrevs av Lasch 1838. Coprinus alopecia ingår i släktet Coprinus och familjen Agaricaceae.   Inga underarter finns listade i Catalogue of Life.